# Tricoloren
Tricolore betyder tre farver og er navnet på det franske flag (le drapeau tricolore). De tre farver er blevet forbundet med "Frihed, lighed og broderskab" ("Liberté – égalité – fraternité"), der var sloganet under Den franske revolution, men repræsenterer i virkeligheden kongen (hvid) og Paris (blå og rød).
Tricoloren forbindes også med den polske instruktør Kieślowskis filmtrilogi med titlerne: Blå, Hvid og Rød
Det franske flag blev dannet d. 21. oktober 1790.

## Andretrikolorer
- Det armenske flag hedder på armensk Եռագույն (trikolore).
- Det italienske flag hedder på italiensk il tricolore.
- Det russiske flag hedder på russisk триколор.